# Amegilla pulchra
{{Bảng phân loại
| name = Amegilla pulchra
| image = Amegilla pulchra male.jpg
| image caption =
| regnum = Animalia 
| phylum = Arthropoda 
| classis = Insecta 
| ordo = Hymenoptera
| familia = Apidae
| subfamilia = Apinae
| tribus = Anthophorini
| genus = Amegilla
| species = A. pulchra
| binomial = Amegilla pulchra
| binomial_authority = Smith, 1854
| species = A. pulchra là một loài Hymenoptera trong họ Apidae. Loài này được Smith mô tả khoa học năm 1854.